# دریاچه بانتزن
دریاچه بانتزن (به انگلیسی: Buntzen Lake) دریاچه‌ای بزرگ در انمر است که در منطقه ونکوور بزرگ، بریتیش کلمبیای کانادا قرار دارد.

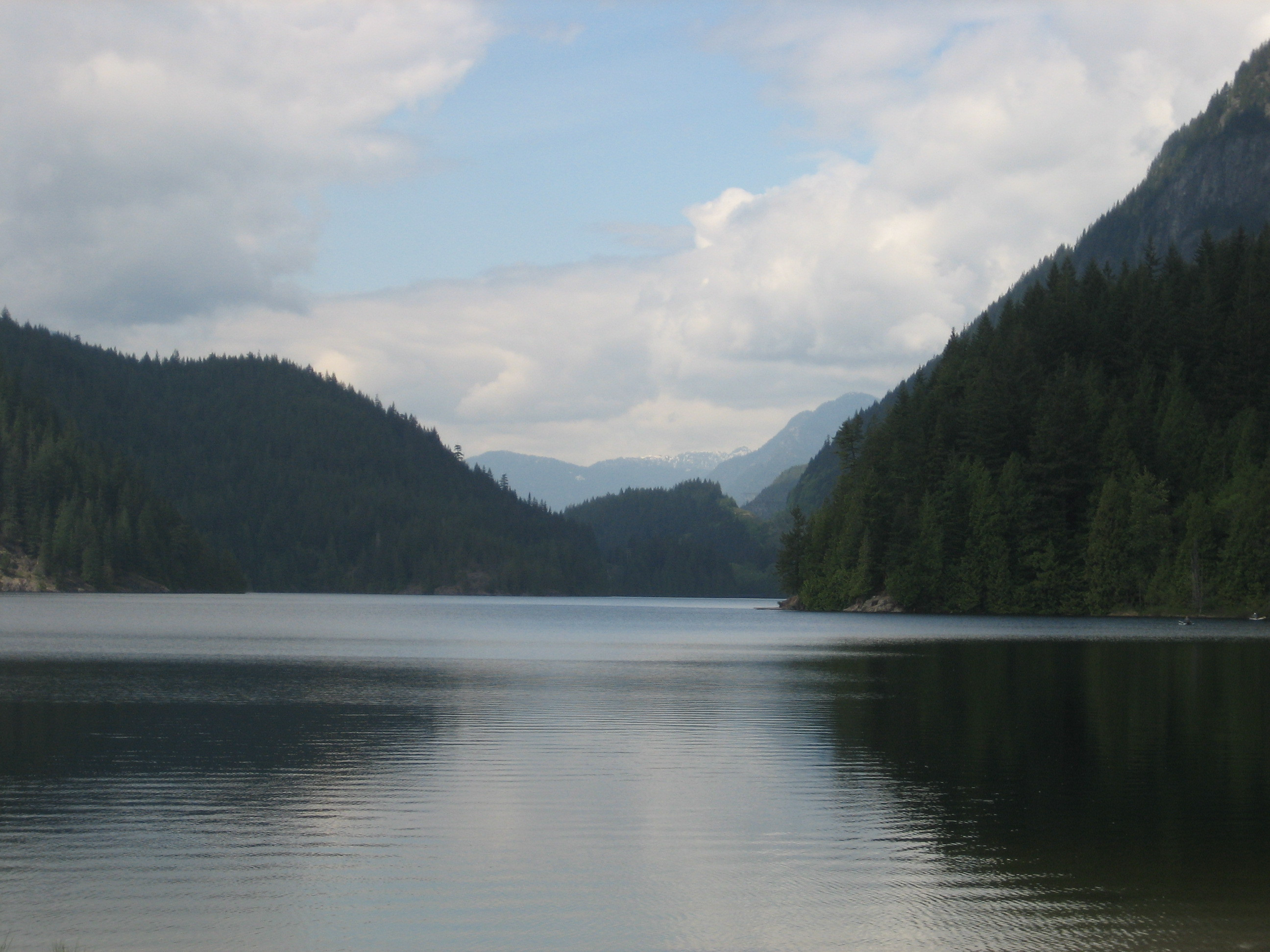
دریاچه بانتزن از سمت جنوب

مساحت دریاچه بانتزن ۴٫۸ کیلومتر (۳ مایل) است.
نام این دریاچه از اولین مدیر راه‌آهن برقی بریتیش کلمبیا یوهانس بانتزن گرفته شده‌است. این دریاچه کوچکتر از دریاچه مک‌کامب است که در شمال آن واقع است.

## تفریح و سرگرمی

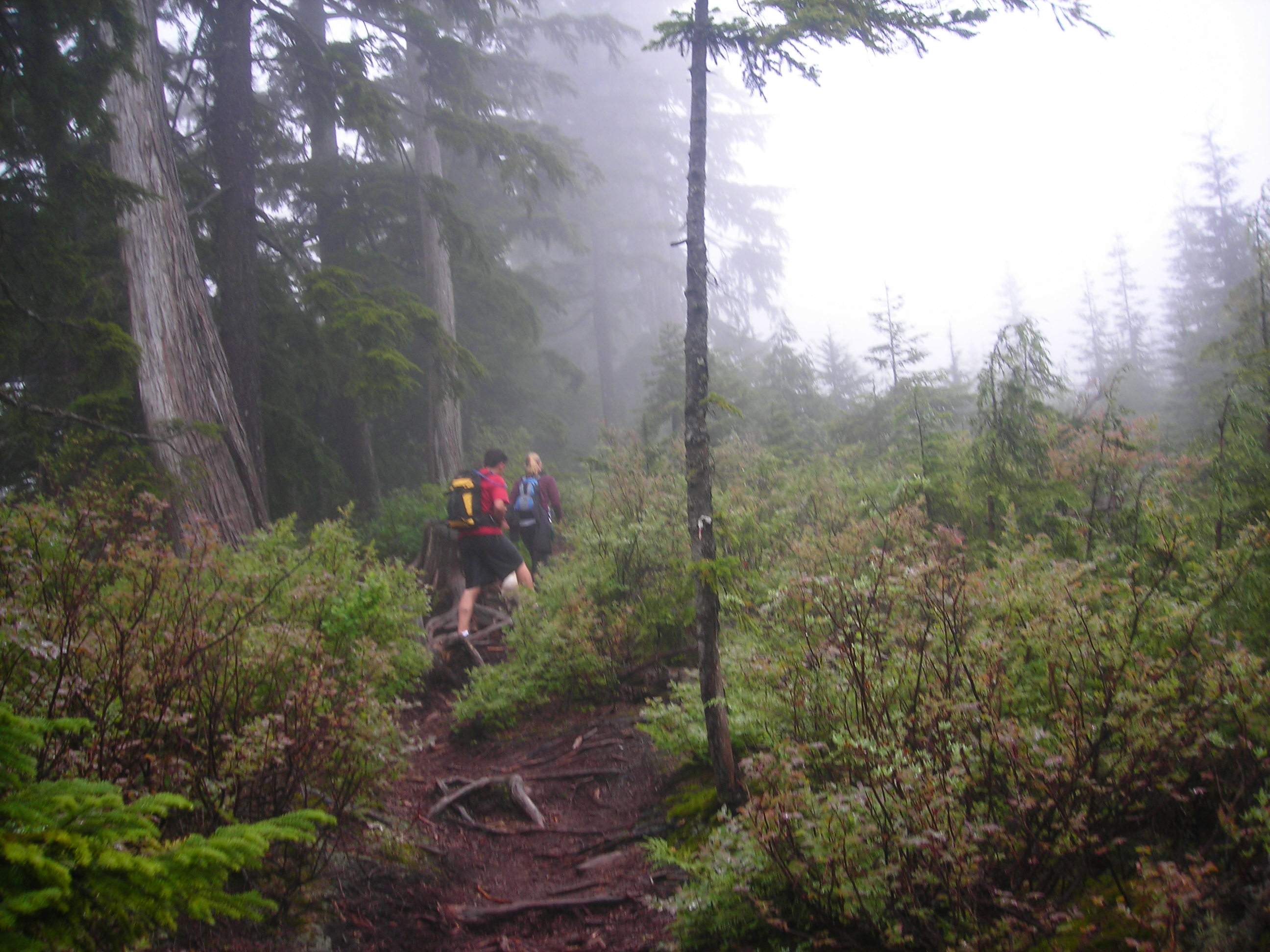
یکی از مسیرهای پیاده‌روی اطراف دریاچه

مسیرهای پیاده‌روی بسیاری اطراف دریاچه وجود دارند که این محیط را به منطقه‌ای تفریحی تبدیل کرده‌اند. امکان پیاده‌روی، کوهنوردی، کوهنوردی با دوچرخه کوهستان و سوارکاری مثال بسیار خوبی از استفاده چندگانه از مسیرهای پیاده‌روی است. بسیاری از مسیرهای پیاده‌روی از منطقه تفریحی به ایندین آرم و پارک استانی گسترش یافته‌اند.